# Patrizio (nome)
Patrizio  è un nome proprio di persona italiano maschile.

## Varianti
- Femminili: Patrizia[1][3][4]

### Varianti in altre lingue
- Basco: Patirki[5]
- Bretone: Padrig[2][4]
- Bulgaro: Патрик (Patrik)[4]
- Catalano: Patrici[5]
- Ceco: Patrik[2][4]
- Croato: Patrik[2]
- Danese: Patrice[2]
- Finlandese: Patrik[2]
- Francese: Patrice[2][4], Patrick[2]
- Gallese: Padrig[2][4]
- Hawaiiano: Patariki[4]
- Inglese: Patrick[2][4][6]
  - Ipocoristici: Pat[2][4], Patsy[4]
- Irlandese: Pádraig[2], Pádraic[2], Padraig[6], Patrick[2]
  - Ipocoristici e alterati: Paddy[2][4], Patsy[2], Pádraigín[2]
  - Irlandese antico: Patraicc[6], Pátraic[2], Patricc[1]
- Latino: Patricius[2][6]
- Lettone: Patriks
- Lituano: Patrikas
- Mannese: Pherick[2]
- Māori: Patariki[2]
- Norvegese: Patrick[2][4]
- Olandese: Patrick[4]
- Polacco: Patryk[2][4]
- Portoghese: Patrício[2][4]
- Rumeno: Patriciu[4]
- Russo: Патрик (Patrik)[4]
- Scozzese: Pàdraig[2][4], Pàraig[4]
- Serbo: Патрик (Patrik)[4]
- Slovacco: Patrik[2]
- Sloveno: Patrik[4]
- Spagnolo: Patricio[2][5]
- Svedese: Patrik[2][4], Patrik[2]
- Tedesco: Patrick[2][4]
- Ungherese: Patrik[2]

## Origine e diffusione

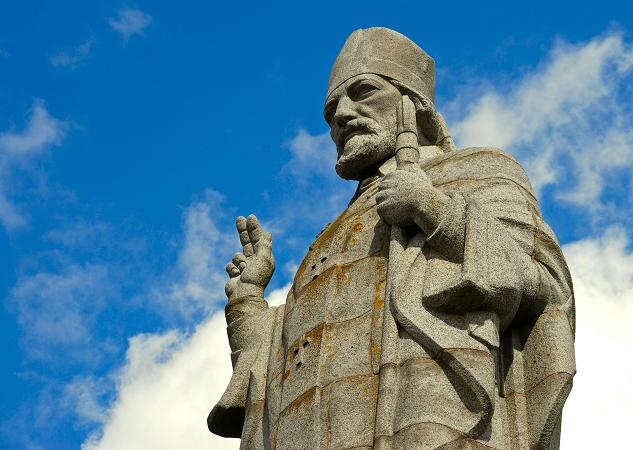
Statua di san Patrizio a Saul, nella contea di Down

Deriva dal nome tardo latino Patricius, tratto dall'omonimo sostantivo patricius che è derivato da pater, "padre"; anticamente, questo termine indicava un membro di una famiglia di patres, cioè di ottimati, e più tardo passò ad indicare un qualsiasi membro della nobiltà.
Il nome è particolarmente noto per essere stato adottato da san Patrizio (il cui nome di nascita era Sucat), il vescovo che evangelizzo l'Irlanda nel V secolo; all'epoca, nonostante il processo di palatalizzazione della c dinanzi a una vocale palatale dovesse essere già iniziato, tale nome doveva ancora pronunciarsi Patrikius, dato che passò in irlandese antico nella forma Patricc, da cui discende l'odierno inglese Patrick. 
Il culto del santo promosse ampiamente l'uso del nome in Europa già dal Medioevo, con l'unica, notevole eccezione dell'Irlanda stessa, dove era considerato troppo sacro per essere dato ai neonati (caso analogo, sempre in Irlanda, era Brigida, mentre per molti paesi, fra cui l'Italia, ciò è valido per il nome Gesù); questa "restrizione" venne meno intorno al XVII secolo, forse anche grazie a coloni scozzesi che si stabilirono nell'Ulster, e il nome divenne quindi molto usato anche sull'isola (tanto che la forma abbreviata Patsy, comunissima, divenne deonomasticamente uno slang per indicare gli irlandesi stessi). Contemporaneamente, il nome si rarificò in Scozia e Inghilterra a seguito della riforma protestante, tornando in voga solo nel XIX secolo.
In Italia, nonostante il culto di san Patrizio, presente soprattutto al Centro, già dagli anni cinquanta il nome era poco diffuso; fonti degli anni settanta ne registrano meno di seimila occorrenze, mentre il femminile, che andava diffondendosi per moda straniera, aveva già superato le sessantamila.

## Onomastico
L'onomastico viene festeggiato il 17 marzo in ricordo di san Patrizio, vescovo ed evangelizzatore dell'Irlanda. Si ricordano con questo nome anche, alle date seguenti:
- 6 marzo, san Patrizio, vescovo di Malaga[8]
- 16 marzo, san Patrizio, vescovo in Alvernia[1]
- 3 aprile, san Patrizio, martire a Tomi[8]
- 28 aprile, san Patrizio, vescovo di Prusa e martire[1][8]
- 24 maggio, san Patrizio, vescovo di Bayeux[8]
- 9 luglio, san Patrizio Dong Bodi, seminarista cinese, martire a Taiyuan[7][8]
- 24 agosto, san Patrizio, abate a Nevers[1]

Si ricordano altresì alcuni beati, alle date seguenti:
- 1º febbraio, beato Patrizio O'Lougham, sacerdote di Armagh e martire a Dublino[7][8]
- 4 luglio, beato Patrizio Salmon, martire con altri compagni a Dorchester[7][8]
- 5 luglio, beato Patrizio Cavanagh, martire con altri compagni a Wexford[7][8]
- 13 agosto, beato Patrizio O'Healy, vescovo di Mayo e martire a Kilmallock[7][8]

## Persone

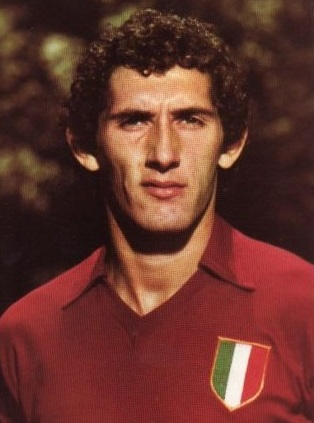
Patrizio Sala

- Patrizio Balleello, calciatore italiano
- Patrizio Bonafè, calciatore e allenatore di calcio italiano
- Patrizio Buanne, cantante italiano naturalizzato austriaco
- Patrizio Fariselli, pianista e compositore italiano
- Patrizio Marone, montatore italiano
- Patrizio Oliva, pugile italiano
- Patrizio Prata, doppiatore e direttore del doppiaggio italiano
- Patrizio Roversi, conduttore televisivo italiano
- Patrizio Sala, calciatore e allenatore di calcio italiano

### Variante Patricio
- Patricio Aylwin, politico cileno

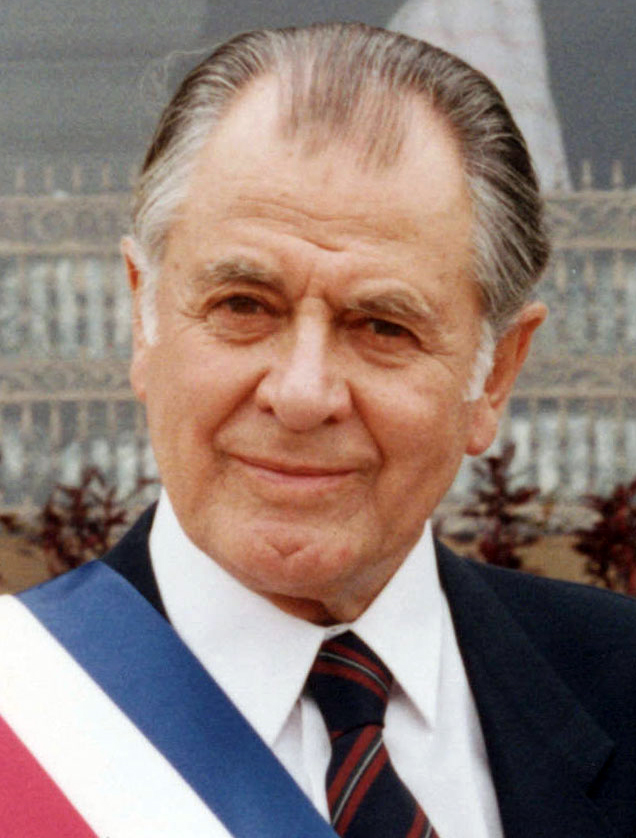
Patricio Aylwin

- Patricio Escobar, politico e militare paraguaiano
- Patricio Hernández, calciatore e allenatore di calcio argentino
- Patricio Noriega, rugbista a 15 e allenatore di rugby argentino
- Patricio Sturlese, scrittore argentino
- Patricio Urrutia, calciatore ecuadoriano

### Variante Patrice

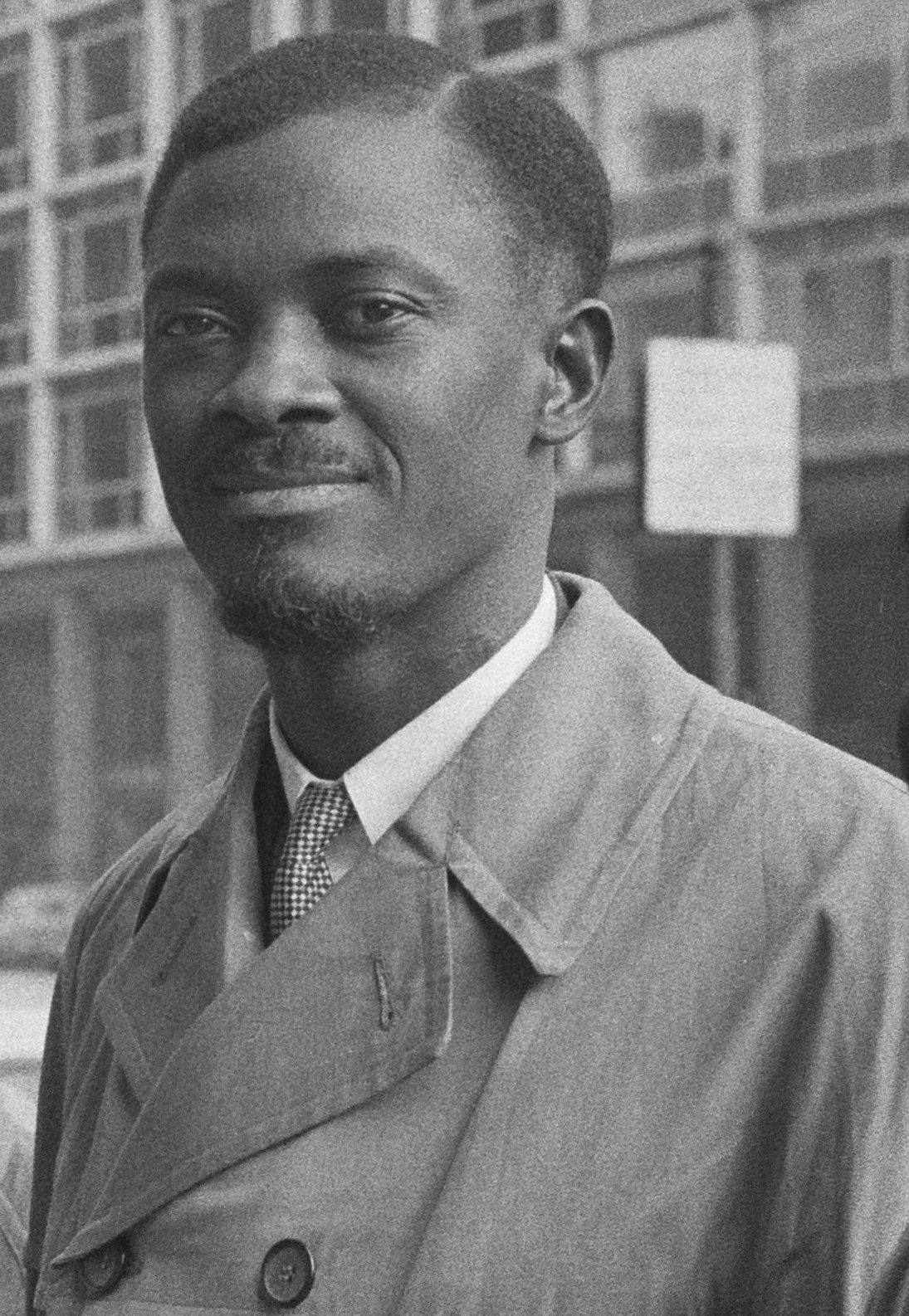
Patrice Lumumba

- Patrice Bernier, calciatore canadese
- Patrice Carteron, calciatore e allenatore di calcio francese
- Patrice Chéreau, regista, sceneggiatore e attore francese
- Patrice de Mac-Mahon, generale e politico francese
- Patrice Evra, calciatore senegalese naturalizzato francese
- Patrice Leconte, regista, attore, fumettista e sceneggiatore francese
- Patrice Lefebvre, hockeista su ghiaccio e allenatore di hockey su ghiaccio canadese naturalizzato italiano
- Patrice Lumumba, politico della Repubblica Democratica del Congo

### Variante Patrick

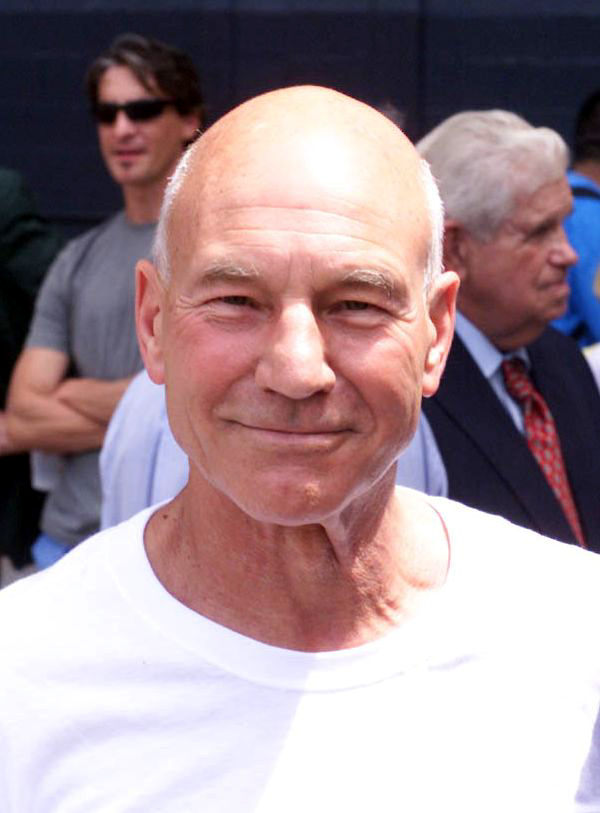
Patrick Stewart

- Patrick de Gayardon, paracadutista francese
- Patrick Dempsey, attore statunitense
- Patrick Duffy, attore e regista statunitense
- Patrick Edlinger, arrampicatore francese
- Patrick Ewing, cestista e allenatore di pallacanestro statunitense
- Patrick Rafter, tennista australiano
- Patrick Stewart, attore britannico
- Patrick Swayze, attore, cantante e ballerino statunitense
- Patrick Tambay, pilota automobilistico francese
- Patrick Vieira, calciatore, allenatore di calcio e dirigente sportivo senegalese naturalizzato francese
- Patrick Wolf, musicista britannico

### Variante Patrik

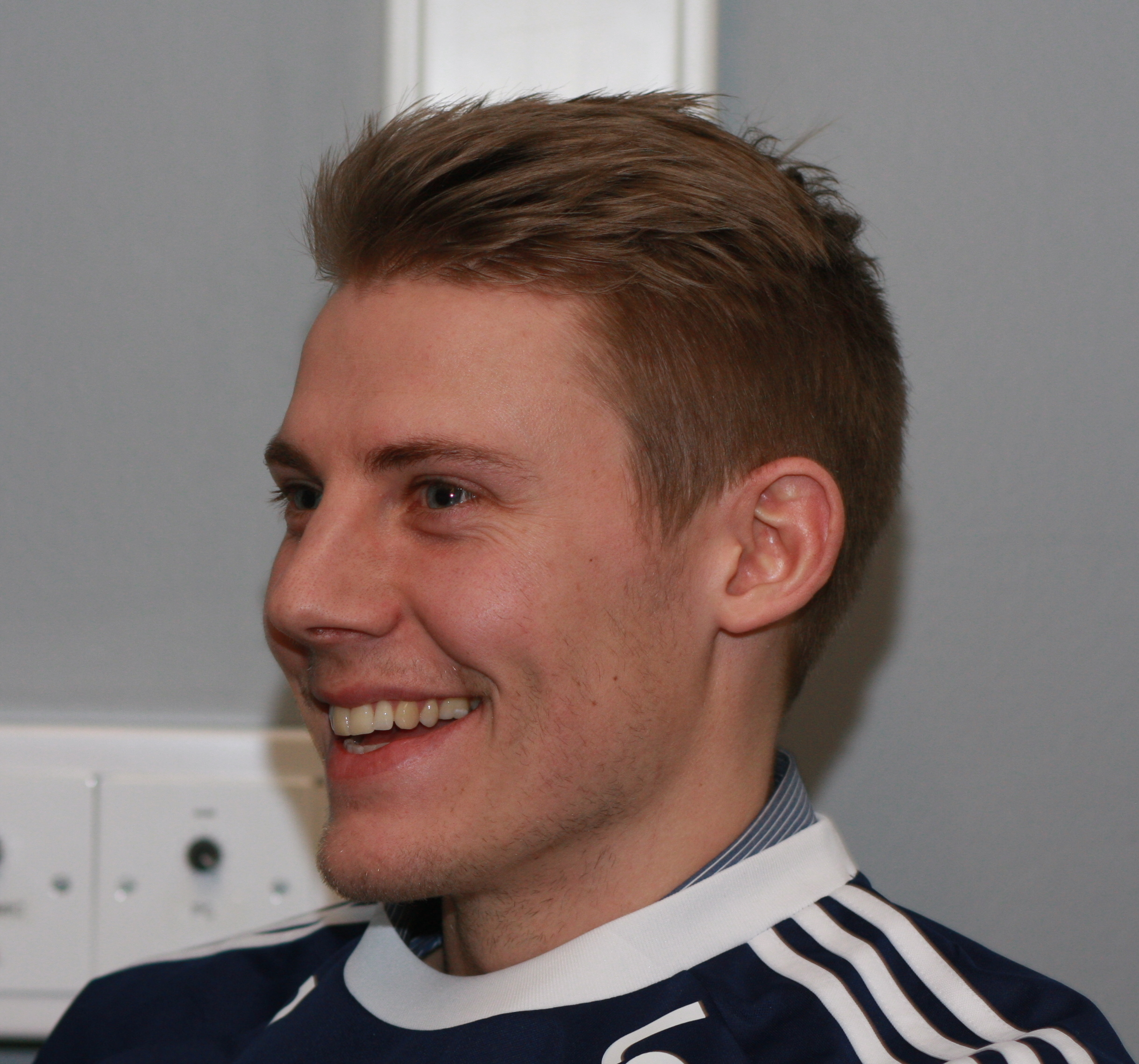
Patrik Ingelsten

- Patrik Andersson, calciatore svedese
- Patrik Berger, calciatore ceco
- Patrik Eliáš, hockeista su ghiaccio ceco
- Patrik Ingelsten, calciatore e allenatore di calcio svedese
- Patrik Järbyn, sciatore alpino svedese
- Patrik Ouředník, scrittore, poeta, saggista e drammaturgo ceco
- Patrik Sinkewitz, ciclista su strada tedesco
- Patrik Sjöberg, atleta svedese

### Variante Pat
- Pat Curran, artista marziale misto statunitense
- Pat Hartigan, attore e regista statunitense
- Pat Hingle, attore statunitense
- Pat O'Brien, attore statunitense
- Pat Torpey, batterista statunitense

### Altre varianti
- Patrício da Silva, cardinale portoghese
- Pádraig de Brún, matematico, scrittore e umanista irlandese
- Pádraic Delaney, attore irlandese
- Pádraig Flynn, politico irlandese
- Pádraic Ó Conaire, scrittore irlandese
- Patryk Dominik Sztyber, chitarrista polacco

## Il nome nelle arti
- Patrizio è il protagonista dell'omonimo racconto di Neera del 1881.
- Patrice è un personaggio del film del 2012 Skyfall, diretto da Sam Mendes.
- Patrizio de' Paperoni è un personaggio dei fumetti Disney.
- Patrizio Porcelli è un personaggio della banda Disney.
- Patrick Stella è un personaggio della serie animata SpongeBob.
- Patrick Jane è il protagonista della serie The Mentalist.